# 自裁崖

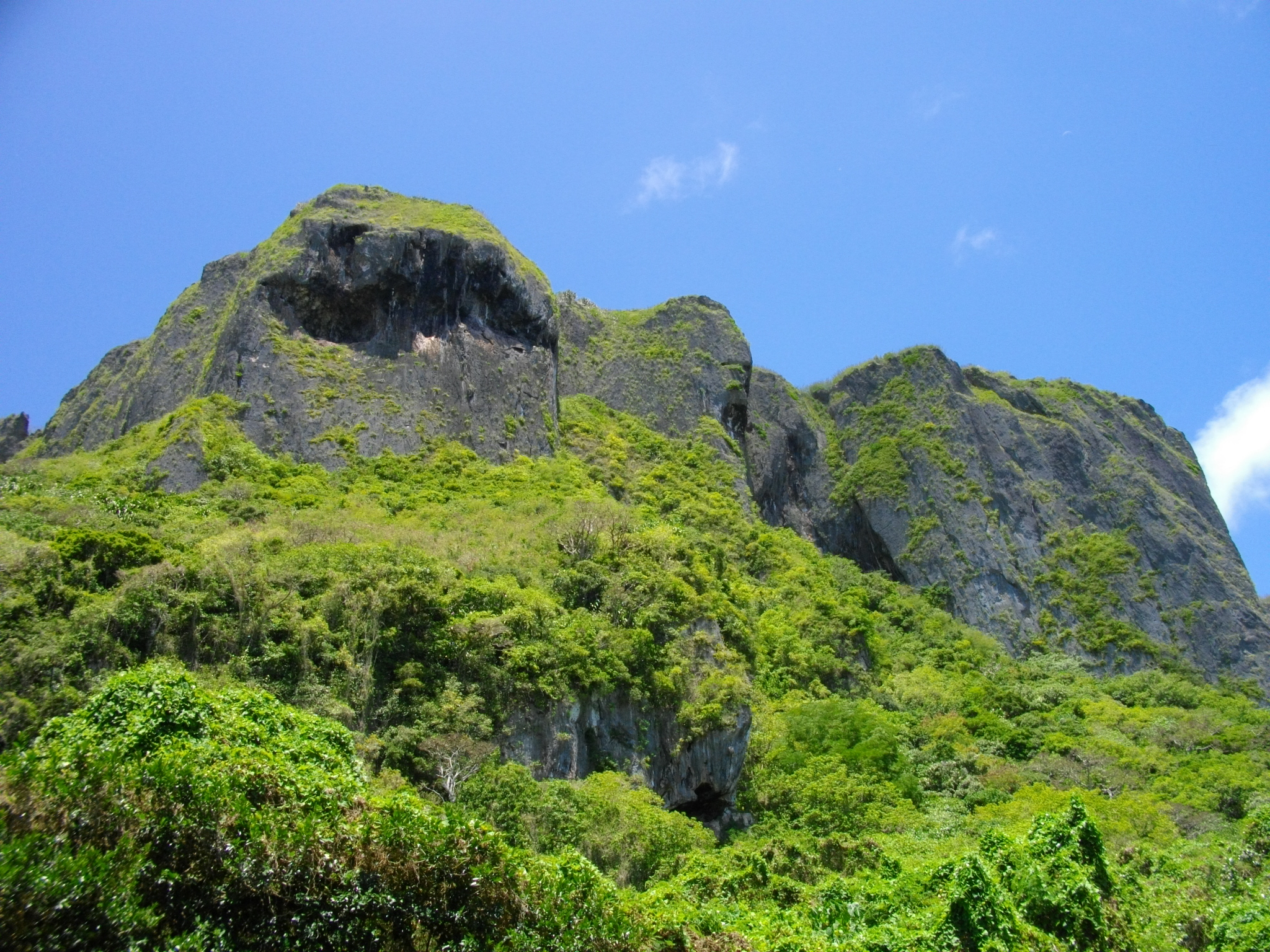

自裁崖（英語：Suicide Cliff ）為北马里亚纳群岛塞班岛北端的一個懸崖，在第二次世界大戰時期之太平洋戰場有重要的歷史意義。

## 概要
該處本名爲“Laderan Banadero”，因1944年太平洋戰爭時期，有多名日軍與日籍塞班島平民于此處高呼“天皇陛下萬歲！”等口號，隨後跳崖自殺殉國，就被稱爲“自裁崖”。因日軍的刻意宣傳，致使一般日籍民衆對美軍有極大的負面印象，他們甚至害怕如果投降“婦女就會遭到鬼畜米帝强奸，兒童則會被吞食”。另有目擊者稱“懸崖下至少躺著數百具尸體”，另一些數據則提到數千具不等。時有日本記者撰筆以贊揚這類自殺殉國的行爲，尤其贊揚女性“為守護貞操不向美帝屈從而殉國”並稱他們是“傑出女性”
至1976年，該地建成一座和平紀念館，更被一些游客視作“朝聖地”對於日本游客尤其如此。同年，該地土地的九英畝被劃爲美國國家历史遗址名录。